# Franz von Winckel

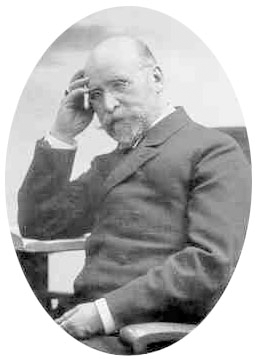
Franz von Winckel, um 1900

Franz Wilhelm Carl Ludwig Winckel, ab 1891 Ritter von Winckel (* 5. Juni 1837 in Berleburg; † 31. Dezember 1911 in München) war ein deutscher Gynäkologe und Geburtshelfer. Er prägte 1909 das Wort „Frauenkunde“.

## Leben und Werk
Franz Winckel war ein Sohn des Gummersbacher und später Mülheimer Kreisphysikus, Sanitätsrat Ludwig Winckel. Er studierte ab 1856 an der Universität Berlin Medizin und war ab 1860 an der dortigen Universitätsfrauenklinik als Assistenzarzt tätig. 1864 wechselte er als Professor der Gynäkologie nach Rostock. Im Jahr 1872 wurde Winckel Direktor der Königlichen Landesentbindungsschule in Dresden und bemühte sich um deren Umwandlung in eine moderne Frauenklinik. In Dresden war v. Winckel u. a. Lehrer von Maximilian Nitze und Felix Martin Oberländer. Seine Wahl in die Leopoldina erfolgte 1879. 1883 wurde Winckel Direktor der Universitätsfrauenklinik in München, wo u. a. Walter Siegfried Flatau zu seinen Schülern gehörte. Er wurde 1907 emeritiert. Bis Mitte der 1890er Jahre war er der einzige Klinikchef in Deutschland, der Frauen als Volontärärztinnen akzeptierte und ihnen damit die erforderliche praktische Ausbildung nach Abschluss eines Medizinstudiums ermöglichte.
Franz von Winckel war der erste Präsident der Deutschen Gesellschaft für Gynäkologie und Geburtshilfe. 1905 war er Vorsitzender der Gesellschaft Deutscher Naturforscher und Ärzte.
Der Wigand-Martin-Winckel-Handgriff trägt den Namen des Arztes. Außerdem erhielt er 1891 das Ritterkreuz des Verdienstordens der Bayerischen Krone. Damit war die Erhebung in den persönlichen Adelsstand verbunden.

## Veröffentlichungen (Auswahl)
- Klinische Beobachtungen zur Pathologie der Geburt. Leopold, Rostock 1869.
- Die Pathologie und Therapie des Wochenbetts. Buchwald, Berlin 1869. (Digitalisat im Internet Archive)
- Die Krankheiten der weiblichen Harnröhre und Blase. In: Ludwig Bandl: Handbuch der Frauenkrankheiten. Enke, Stuttgart 1877.
- Die Pathologie der weiblichen Sexual-Organe. Hirzel, Leipzig 1881. (Digitalisat im Internet Archive)
- Lehrbuch der Frauenkrankheiten. Hirzel, Leipzig 1886. (Digitalisat im Internet Archive)
- Lehrbuch der Geburtshülfe einschließlich der Pathologie und Therapie des Wochenbettes. Veit, Leipzig 1889.
- (Hrsg.): Handbuch der Geburtshülfe. 3 Bd.. Bergmann, Wiesbaden 1903–1907. (Digitalisate: 1. Band, 1. Hälfte, 1. Band, 2. Hälfte, 2. Band, 1. Teil, 2. Band, 3. Teil, 3. Band, 1. Teil, 3. Band, 2. Teil, 3. Band, 3. Teil)
- Allgemeine Gynäkologie. Vorlesungen über Frauenkunde v. ärztl. Standpunkte. Bergmann, Wiesbaden 1909.
- Die kriminelle Fruchtabtreibung. Eine Studie f. Mediziner, Juristen u. Laienrichter. Langenscheidt, Berlin-Lichterfelde 1911.